# Kokpit (motoryzacja)

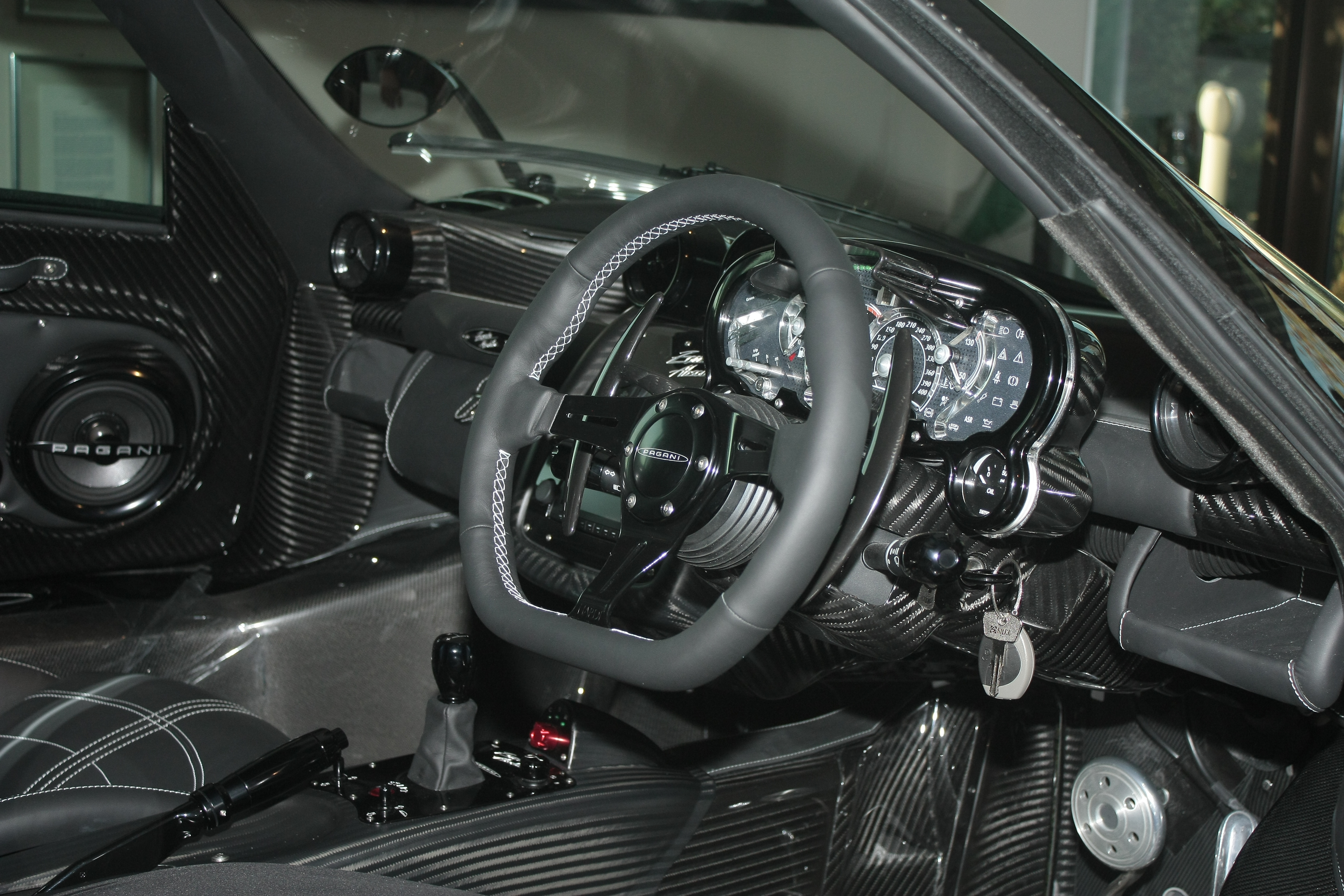
Kokpit Pagani Zondy

Kokpit (kabina pasażerska) – w motoryzacji pomieszczenie dla pasażerów. Dla kierowcy dostępne są tam wszystkie potrzebne urządzenia do kierowania pojazdem, np.: kierownica, dźwignia sterowania skrzynią biegów, liczniki. Przed albo za kokpitem znajduje się jednostka napędowa. Zwykle umieszczone są tam 1-5 miejsc, w autobusie powyżej 10. Możemy rozróżnić 2 rodzaje kokpitów:
- otwarty w nadwoziu roadster i kabriolet
- zamknięty, np. coupé, fastback, hatchback, kabriolet, kombi, również w busach.

Istnieje nadwozie (Dual cowl), w którym kabina podzielona jest na 2 części: część szofera i część pasażerów (z tyłu).